# Grammaire romanche vallader
La grammaire vallader présente de nombreuses similitudes avec la grammaire française et la grammaire italienne comme pour les autres langues romanes. Les mots peuvent être groupés en neuf catégories : d'un côté les mots variables : article, substantifs, adjectifs, pronoms et verbes ; de l'autre ceux qui sont invariables adverbes, prépositions, conjonctions et interjections.

## L'alphabet

### Alphabet et accents
L'alphabet vallader comprend 22 lettres et quelques diacritiques, c'est un alphabet bicaméral
```
A a B b C c D d E e F f G g H h I i j J L l M m N n O o P p Q q R r S s T t U u V v Z z
[
1
]
```

Les accents sont les suivants : 
- accent grave (il grav) : il indique l’accent principal sur la finale d’un mot ;
- accent circonflexe  (il circumflex) : il permet juste de différencier deux homonymes et n’indique aucune longueur de la voyelle ;
- les trémas (il trema) : on le place sur la deuxième syllabe d’une fausse diphtongue pour indiquer qu’il faut prononcer cette voyelle séparément comme en français « naïf ».

### Les consonnes

#### S-ch
Une caractéristique du vallader et d’autres variantes romanches est la graphie /s-ch/ dont le /s/ se prononce comme une chuintante /ʃ/ suivie d’un /tʃ/, comme szcz en polonais ou historiquement Щ en russe. On la rencontre également dans la toponymie que l’on peut expérimenter quand on séjourne en Engadine comme S-charl ou  S-chanf
Pes-char se prononce [ pɛʃtʃaɾ] ou [pɛʃtɕaɾ]= pêcher 
Tudais-ch [tʊdajʃtʃ] ou [tʊdajʃtɕ]= allemand

#### Les occlusives palatales
Une autre caractéristique des langues romanches, similaire au ladin dolomitique et au frioulan et partiellement dans le Tessin et le Piémontais, est la palatisation des occlusives vélaires latines devant la voyelle /a/. Il est question du traitement que les langues romanes ont fait du /k/ et du /g/ devant certaines voyelles comme /a/ et les voyelles médianes comme /ö/ et  /ü/. 
Le ladin prononce un son spécifique peu représenté dans les langues européennes : la consonne occlusive palatale sourde notée [c] et la consonne occlusive palatale voisée notée [ɟ] :
- le chien se dit « chan », [can] alors que dans les principales langues latines, il est resté [k] ou est devenu [ʃ] ;
- le berceau se dit « chüna », [cyna] ;
- le chat se dit « giat », [ɟat] ;
- le mois de juin se « gün » [ɟyn] ;
- le jeu se dit « gö », [ɟø].

La sourde peut se rapprocher d'un son proche de [ty] et la voisée rappellerait un [dy], d'autres entendent plus un [t͡ʃj] et un [d͡ʒj]. 
En revanche, quand le /k/ originel précède un /e/ ou un /i/, il devient /tsch/ (tschinch = cinq) ou /dsch/ (tschender=gendre), [t͡ʃ] ou [d͡ʒ]. Quand il précède un /o/ ou /uo/, il reste un /k/ (corp=corps).

#### Prononciation des consonnes
- Le ‹ c ›
  - est un [t͡s] devant /i/ et /e/,
  - est un [k] devant /a/, /o/, /u/, /l/ et /r/ ;
- le ‹ ch › se prononce comme le mot italien « ciao » ou avec la consonne occlusive palatale sourde évoquée plus haut ;
- le ‹ g ›
  - se prononce devant /i/, /e/, /ö/ et /ü/ comme en italien « Giovanni » ou avec la consonne occlusive palatale voisée [ɟ] ,
  - se prononce devant /a/, /o/ et /u/, mais aussi /h/, /l/ et /r/ comme un /g/ français dans « galère », « glaire » ou « ghetto »,
  - se prononce en fin de mot comme le romanche ‹ ch ›, en particulier après une consonne comme /n/ ou /r/ ;
- le ‹ gl ›
  - se prononce comme en français dans « glande »,
  - mais comme en italien dans « tagliatelle » devant ‹ i ›, ‹ ie ›, ‹ io ›, ‹ iö › et ‹ ü › ;
- le ‹ gn › se prononce comme en français dans « agneau » sauf dans quelques mots étrangers où il faut séparer le /g/ du /n/ comme dans « diagnosa » ;
- le ‹ gu › se prononce en entendant légèrement le /u/, donc comme en espagnol et pas en français ;
- le ‹ h › peut se prononcer avec une aspiration ou pas. Il faut apprendre chaque mot ;
- le ‹ ng ›
  - se prononce comme le cumul d'un ‹ n › et d'un ‹ ch › romanche derrière ‹ i, uo, e ›,
  - se prononce comme en allemand ou en anglais [ŋ] derrière ‹ u › et  ‹ a › en fin de mot ;
- le ‹ qu › se prononce comme en allemand [kv] ;
- le ‹ s ›
  - est un /s/ sonore ou sourd ([s] ou [z]) suivant les cas comme en français,
  - se prononce comme un [ʃ] devant /f/, /g/ /p/, /qu/ /r/ ou /t/,
  - se prononce comme un [ʒ] devant /b/, /d/ /g/ ou /v/ ;
- le ‹ sch › se prononce comme un [ʃ] ou comme un [ʒ] ;
- le ‹ dsch › se prononce comme l'anglais « gin » /d͡ʒ/ ;
- le ‹ tsch › se prononce comme l'anglais « match » /t͡ʃ/ ;
- le ‹ v › se prononce comme en français sauf qu'en finale il faut le prononcer comme un /f/, donc comme en allemand dans « brav » ;
- le ‹ z › se prononce comme en allemand dans « zu », [t͡s].

### Les voyelles

#### Proche parenté avec le français
La prononciation des voyelles est identique à celles du français ou de l'italien pour : 
- les voyelles simples /a/, /e/, /i/, /o/ qui sont brèves ou longues, plus fermées ou plus ouvertes suivant les cas[5] ;
- les diphtongues /ao/, /ea/, /eo/ et /oa/ se prononcent comme elles s'écrivent à la nuance près qu'il faut apprendre avec le mot si l'accent tonique est davantage sur la première voyelle ou la seconde[5].

Les trémas en vallader indiquent juste qu'il faut prononcer les deux voyelles séparément, pratique également présente  en français bien que plus rare qu'en romanche, par exemple dans les mots « naïf »ou « exiguë ». ‹ aï › rappelle le mot français « haïr » et non « ail ». 
il s'agit des combinaisons possibles suivantes : ‹ aï - ïa - eï - uï - ïu - üa - oï ›.

#### Monophtongues, diphtongues et triphtongues
Pour les voyelles simples, il ne reste que les deux voyelles médianes ‹ ü › et ‹ ö › correspondant au français ‹ u › et ‹ eu › ou en API [y] et [ø]. 
Les diphtongues et triphtongues suivantes ont une seule prononciation : 
- ‹ ai › comme en allemand « ein », en français dans « paille », [aj] ou [ae] ;
- ‹ au › comme en allemand « Haus », [aʊ] ;
- ‹ ei › comme en français « veille », [ej] ou [ɛj] ;
- ‹ eu › est un /e/ ouvert suivi d'un /u/ atténué ou le digamma, [ɛw]. Mais il existe ici des variantes microrégionales décrites plus loin. Dans les mots d'origine étrangère, comme l'allemand et le grec ancien, il se prononce comme en allemand « Leute ». Dans les mots français et latins, il faut prononcer les deux voyelles séparément comme en latin dans la finale /-eum/ dans « petroleum » ;
- ‹ ie › comme en français « yéyé », peut-être plus ouvert, [je] ;
- ‹ iu › comme en allemand « Jude », [jʊ] ;
- ‹ ou › comme en anglais « bow », bien que plus ouvert, [ow]. Il existe des variantes microrégionales vues plus loin ;
- ‹ ui › comme en français  « ruine », [ʊi] ;
- ‹ uo › se prononce comme il se lit avec /u/ et un /o/ ouvert, [Uo]. Variantes possibles à l'est de la Basse-Engadine ;
- /iai/ se prononce [jaj] comme le danois « jeg » ;
- /ieu/ se prononce [jɛw], donc « adieu » ne se prononce pas comme en français ;
- /iou/ se prononce [jow] ;
- /uoi/ se prononce [woj] avec un /o/ ouvert ;
- /uoj/ se prononce [woj] avec un /o/ fermé.

Quelques diphtongues se distinguent par le fait qu'il faut connaître l'accent tonique, voire au sein de la diphtongue. Par voie de conséquence, cela influe sur l'intensité, la longueur et l'aperture de la voyelle suivant qu'elle est en syllabe accentuée ou atone. on entend plus la première partie de la diphtongue ou la seconde, ce qui a pour effet d'atténuer un /i/ ou un /u/ en semi-voyelle. dans ce cas, il faut apprendre la prononciation en même temps que le mot. 
Il s'agit des diphtongues /io/, /oe/, /oi/, /oj/ et  /ue/.

#### De Scuol à Tschlin
La partie inférieure de la Basse-Engadine entre Scuol et Tschlin prononce trois diphtongues différemment : 
- /eu/ se prononce comme en français /è/[5] ;
- /ou/ se prononce comme en français /o/, suivant les secteurs plus ouvert ou plus fermé[5] ;
- /uo/ se prononce également comme un /o/.

Dans le secteur de Susch, on se rapproche aussi du /eu/ en /è/, mais le pronom personnel eu se prononce /yè/. 
Dans le pays de Zernez, on prononce le /eu/ comme un /o/ et le pronom personnel eu [yow].

## Le pronom

### Pronoms personnels

#### Sujets
Les prononmes personnels au cas sujet sont les suivants
| Français                           | Vallader |
| je                                 | eu       |
| tu                                 | tü       |
| il                                 | el       |
| elle                               | ella     |
| vous (Politesse, masculin)         | El       |
| vous (Politesse, féminin)          | Ella     |
| nous                               | nus      |
| vous                               | vus      |
| ils                                | els      |
| elles                              | ellas    |
| vous (Politesse, masculin pluriel) | Els      |
| vous (Politesse, féminin pluriel)  | Ellas    |

Le pronom indéfini « on » se traduit par « i’s » et le pronom désignant un objet comme en anglais « it » ou en allemand « es » se rend pas « i ».
Il existe des divergences en Basse-Engadine dans la vallée de l'Inn entre Tschlin-Martina et Susch où l'on préfère dire « no » et « vo » alors que de Susch à Zernez, on dit « nus » et « vus », ainsi qu'en romanche jauer dans le Val Müstair

#### C.O.D. et C.O.I.
Proche de l’italien et du français, les pronoms personnels des compléments d’objet direct, indirect ou second changent de forme suivant qu’ils sont accentués ou pas, en italien on parlera plus de formes atones et toniques. |En résumant, il faut différencier le pronom  simple, éventuellement contracté, du pronom tonique qu’on utilise dans les cas suivants : 
- pour insister sur la personne après le verbe principal : « Je te veux toi, et pas lui ! » ;
- après une préposition : « Ce cadeau est pour toi » ;
- après les comparatifs : « Tu es plus grand que moi » ;
- le pronom est un attribut : « Si c’était moi, j’irais » ;
- dans certaines exclamations : « Pauvre de moi ! ».

Les formes contractées sont utilisées devant un mot avec une voyelle (ou un /H/ graphique non aspiré), ce qui explique que les pronoms terminant par un /s/ n’ont pas de forme contractée. 
| Personne                                            | Personne                          | C.O.D. / C.O.I. | C.O.D. / C.O.I. | C.O.D. / C.O.I.  |
| --------------------------------------------------- | --------------------------------- | --------------- | --------------- | ---------------- |
|                                                     |                                   | forme simple    | forme accentuée | forme contractée |
| 1re personne du singulier (me, à moi)               |                                   | am              | a mai           | m’               |
| 2e personne du singulier (te, à toi)                |                                   | at              | a tai           | t’               |
| 3e personne du singulier (le, à lui, à elle)        | masculin                          | til             | ad el           |                  |
|                                                     | féminin                           | tilla           | ad ella         | till’            |
|                                                     | forme de politesse (vous, à vous) | Til, Tilla      | ad El, ad Ella  | Til, Till’       |
| 1re personne du pluriel (nous, à nous)              |                                   | ans             | a nus           |                  |
| 2e personne du pluriel (vous, à vous)               |                                   | as              | a vus           | s’               |
| 3e personne du pluriel (eux, elles, à eux, à elles) | masculin                          | tils            | a els           |                  |
|                                                     | féminin                           | tillas          | a ellas         |                  |
|                                                     | forme de politesse (vous, à vous) |                 | Tils, Tillas    | a Els, a Ellas   |

#### Réfléchis
Il faut différencier les pronoms suivant qu’ils sont suivis  ou non d’une voyelle (Y compris celle précédé d’un /H/ qui n’est pas prononcé). De même, la forme diverge quelque peu avec la négation. 
Globalement, les réflexes phonétiques rappellent ceux des Français qui utilisent l’apostrophe pour relier le pronom réfléchi ou personnels quand celui-ci est suivi d’une voyelle : « Il me veut » et « il m’en veut ». En revanche, le français ne contracte pas avec la négation « ne ». 
|                  | Devant consonne | Après la négation | Avant voyelle |
| me               | am              | nu’m              | m’            |
| te               | at              | nu’t              | t’            |
| se               | as              | nu’s              | s’            |
| Vous (Politesse) | as              | nu’s              | s’            |
| nous             | ans             | nu’ns             | ans           |
| vous             | as              | nu’s              | s’            |
| se               | as              | nu’s              | s’            |
| se (pour « ça ») | ’s              | nu’s              | s’            |

#### Les enclitiques
Comme en français, dès qu’il y a une inversion du verbe et du pronom personnel, l’usage veut qu’on fasse une liaison ou qu’on contracte le pronom avec le verbe précédent. Le vallader n’a pas recours à un /t/ euphonique à la troisième personne du singulier ou du pluriel, ni ne place de trait d’union. Il préfère l’apostrophe ou attache la forme contracté directement au verbe et sa terminaison. 
Il s’agit donc ici de rendre en vallader  les formes françaises suivantes par exemple : 
- Que ferai-je demain ?
- En automne, semble-t-il, les mélèzes perdent leurs aiguilles en Engadine.
- Sont-ce des marmottes ?

Dans le tableau ci-dessous, quand il y a des points de suspension, c’est pour indiquer qu’on écrit le pronom enclitiques en un mot avec le verbe conjugué comme par exemple à l’impératif en espagnol (Dile ! = « dis-lui ! ») ou en italien (Dimmelo ! = « Dis-le moi »). 
|                     | -je  | -tu          | - il, -t-il | - elle, -t-elle | -ce  | -nous | -vous         | -ils, -elles, -ce |
| Présent indicatif   | …a   | tü (ou rien) | ‘l          | ‘la             |      | …a    | vus (ou rien) | …na               |
| Futur indicatif     | …aja | tü (ou rien) | ‘l          | ‘la             | …aja | …a    | vus (ou rien) | …na               |
| Imparfait indicatif |      | tü (ou rien) | ‘l          | ‘la             |      | …na   | vus (ou rien) | …na               |
| Subjonctif 2        | …a   | tü (ou rien) | …el         | ‘la             | …a   | …na   | vus (ou rien) | …na               |

### Les pronoms démonstratifs
Les pronoms démonstratifs sont les suivants
|           | Celui-ci | Celui-ci  | Celui-là | Celui-là  | Cet autre | Cet autre |         |
| --------- | -------- | --------- | -------- | --------- | --------- | --------- | ------- |
| singulier | pluriel  | singulier | pluriel  | singulier | pluriel   | singulier | pluriel |
| masculin  | quist    | quists    | quel     | quels     | tschel    | tschels   |         |
| féminin   | quista   | quistas   | quella   | quellas   | tschella  | tschellas |         |

Pour rendre « ceci » et « cela », on utilise respectivement « quai » et « tschai ». 
Quand le démonstratif est suivi d’une relative, l’usage est le suivant :
- cas sujet pour les êtres animés (« qui » en français) :
  - celui qui : « chi chi »  ou « quel chi » ;
  - celle qui : « chi chi » ou « quella chi » ;
  - ceux qui : « quels chi »  et celles qui : quellas chi.
- Cas objet pour les êtres animés (« que » en français) :
  - celui que : « chi cha »  ou « quel cha » ;
  - celle que : « chi cha » ou « quella cha » ;
  - ceux que : « quels cha »  et celles qui : quellas cha.
- Pour les objets et être inaminés :
  - ce qui : « quai chi » ou « quel chi » ou « quella chi »
  - ce que : « quai cha » ou « quel cha » ou « quella cha »

### Les adjectifs et pronoms possessifs
|                   | Masculin Singulier | Féminin Singulier | Masculin Pluriel | Féminin Pluriel |
| mon, ma           | meis               | mia               | meis             | mias            |
| ton, ta           | teis               | tia               | teis             | tias            |
| son, sa           | seis               | sia               | seis             | sias            |
| Votre (Politesse) | Seis               | Sia               | Seis             | Sias            |
| notre             | nos                | nossa             | noss             | nossas          |
| votre             | vos                | vossa             | voss             | vossas          |
| leur              | lur                | lur               | lur              | lur             |

En ajoutant « il », « ils », « la » ou « las » devant l’adjectif possessif, on obtient le pronom possessif, donc très proche du français même si la forme varie quelque peu entre les deux en français :
- Mon : meis
- Le mien : il meis
- votre : vossa
- La vôtre : la vossa

### Les pronoms relatifs
Les pronoms relatifs sont très proches de la structure française quoique l’usage français courant délaisse à l’oral la forme « lequel » au profit de « qui ». En vallader comme en italien d’ailleurs, la forme « qual » est plus fréquente. Il suffit d’ajouter la préposition voulue pour passer d’un cas à un autre : qui – à qui – de qui – pour qui  ...  (Même chose avec  lequel, auquel, duquel, pour lequel …)
|           | Qui, lequel, laquelle | Qui, lequel, laquelle | Que, lequel, laquelle | Que, lequel, laquelle | À qui, auquel à laquelle | À qui, auquel à laquelle | De qui, dont, duquel de laquelle | De qui, dont, duquel de laquelle |
| --------- | --------------------- | --------------------- | --------------------- | --------------------- | ------------------------ | ------------------------ | -------------------------------- | -------------------------------- |
| singulier | pluriel               | singulier             | pluriel               | singulier             | pluriel                  | singulier                | pluriel                          |                                  |
| masculin  | chi / il qual         | chi / ils quals       | cha / il qual         | cha / ils quals       | al qual                  | als quals                | dal qual                         | dals quals                       |
| féminin   | chi / la quala        | chi / las qualas      | cha / la quala        | cha / las qualas      | al la quala              | a las qualas             | da la quala                      | da las qualas                    |

### Pronoms interrogatifs

#### Pronom interrogatifs directs
Les pronoms interrogatifs directs sont les suivants : 
|           | Qui ?   | Qui ?     | Quoi ?, Que ? | Quoi ?, Que ? | Quel ? Quelle ? | Quel ? Quelle ? | Quel genre de ? | Quel genre de ? | Combien de ? | Combien de ? |
| --------- | ------- | --------- | ------------- | ------------- | --------------- | --------------- | --------------- | --------------- | ------------ | ------------ |
| singulier | pluriel | singulier | pluriel       | singulier     | pluriel         | singulier       | pluriel         | singulier       | pluriel      |              |
| masculin  | chi ?   | chi ?     | che ?         | che ?         | qual ?          | quals ?         | chenün ?        | chenüns ?       | quant ?      | quants ?     |
| féminin   | chi ?   | chi ?     | che ?         | che ?         | quala ?         | qualas ?        | chenüna ?       | chenünas ?      | quanta ?     | quantas ?    |

#### Pronoms interrogatifs indirects
La forme du pronom interrogatif indirect diverge du français qui utilise uniquement la forme du pronom relatif ou de l’interrogatif correspondant. 
- Eu sa chi chi ha chantà : je sais qui a chanté.
- Sast tü chi cha quai es ? : sais-tu qui c’est ?

Pour les personnes, on utilise au cas sujet « chi chi » et au cas objet « chi cha ». 
Pour les autres situations, on prend « che chi » et « che cha ».

## Le verbe (Il verb)
Le verbe est divisé en deux parties : le radical et les désinences.
Il y a trois modes personnels:  l’indicatif, le subjonctif (dénommé conjunctiv) et l'impératif. Il existe aussi trois modes impersonnels : l'infinitif, le gérondif et le participe. 
Le vallader comporte comme en allemand deux modes qu’il nomme « subjonctif » mais qui n’en sont pas au sens français du terme :
- le « subjonctif 1 » (conjunctiv 1) , identique à l’allemand standard, est aussi utilisé pour le discours indirect, dit de neutralité, afin de bien marquer que le contenu du discours rapporté n’engage que celui qui l’a dit au départ.
- le « subjonctif 2 »  (conjunctiv 2) est le conditionnel en réalité.

Les verbes vallader se divisent  en quatre catégories selon leur terminaison à l'infinitif : les verbes en -ar (parlare [parler]), les verbes en -air,  les verbes en -er (prendere [prendre]) et les verbes en -ir (partire [partir]).
Les trois premiers groupes ne se distinguent pas dans les terminaisons à tous les temps de l’indicatif, ni aux deux subjonctifs, ni au gérondif. La différence se fait seulement au participe passé et à l’impératif avec négation. 

### Conjugaisons régulières

#### Les modes impersonnels

##### L'infinitif (infinitiv)
Les groupes sont les suivants : 
- Premier groupe : -ar

Exemple: bavarder = tschantschar
- Deuxième groupe : -air

Exemple : jouir = giodair
- Troisième groupe : -er

Exemple : parler = discuorrer
- Quatrième groupe : -ir

Exemple : finir = finir

##### Le gérondif (gerundi)
- 1er, 2e et 3e groupes : -ond[13]. Ex : parler = discuorrer ⇒ discuorrond.
- 4e groupe : -ind, comme en roumain. Ex : finir = finir ⇒ finind.

Mais il y a aussi des formes irrégulières. 
Par ailleurs, le gérondif vallader comme en italien ou en espagnol n'est pas précédé de la particule "en" comme en français.

##### Le participe (particip)
|                | Masculin Singulier | Féminin Singulier | Masculin Pluriel | Féminin Pluriel |
| Verbes en -ar  | -à                 | -ada              | -ats             | -adas           |
| Verbes en -air | -ü                 | üda               | üts              | üdas            |
| Verbes en -er  | -ü                 | üda               | üts              | üdas            |
| Verbes en -ir  | -i                 | -ida              | -its             | -idas           |

L’accord du participe passé est très proche de la règle française. Il n’y a pas d’accord avec l’auxiliaire « avair » sauf quand le complément d’objet direct est antéposé (Exemple français : je l’ai vu e). Avec l’auxiliaire « esser », le participe s’accorde en genre et en nombre. 

#### Les modes personnels

##### L'impératif (imperativ)
Comme en français ou en italien, l'impératif concerne 3 personnes en vallader. Mais il faut rajouter les formes de politesse empruntées aux troisièmes personnes du présent singulier  et pluriel.
Ensuite, le vallader se distingue par le fait qu’il a une forme particulière quand l’impératif est nié, à partir de l'infinitif, identique au roumain: 
- Vends la maison ! =  venda la chasa !
- Ne vends pas la maison !  Nu vender la chasa !

|                  | -are par ex. tschantschar | -ere par ex. giodair | -er par ex. vender | -ir par ex. durmir |
| tü               | -a                        | -a                   | -a                 | -a                 |
| ch’El, ch’Ella   | -a                        | -a                   | -a                 | -a                 |
| nus              | -ain                      | -ain                 | -ain               | -in                |
| vus              | -ai                       | -ai                  | -ai                | -i                 |
| ch’Els, ch’Ellas | -an                       | -an                  | -an                | -an                |
| tü (négatif)     | nu tschantschar !         | nu giodair !         | nu vender !        | nu durmir !        |
| vus (négatif)    | nu tschantscharai !       | nu giodarai !        | nu vendarai !      | nu durmirai !      |

À noter que le pronom personnel en vallader n’est pas placé après le verbe mais avant. 
Tilla venda ! = vends-la ! 
Til salüdai ! = saluez-le !

##### L'indicatif (indicativ) et le subjonctif (conjunctiv)
Le présent de l'indicatif exprime l'action au moment où elle se déroule. En vallader, le présent se dit preschaint. L’imperfet exprime le passé simple et l’imparfait suivant le contexte. Le futur est identique au futur français. Au subjonctif, les romanches font la même distinction qu’en allemand :
- le subjonctif 1 exprime le discours indirect pour lequel il est inutile de préciser « je cite » ou « selon telle personne » ;
- le subjonctif 2 exprime le conditionnel (hypothèse, souhait, regret).

Les terminaisons pour les trois premiers groupes de la conjugaison  (-ar, -air, -er) sont identiques pour les modes et temps suivants : 
|                  | Présent indicatif | Imparfait indicatif | Futur indicatif | Subjonctif 1 | Subjonctif 2 |
| eu               |                   | -aiva               | -arà            | -a           | -ess         |
| tü               | -ast              | -aivast             | -arast          | -ast         | -essast      |
| el, ella, i, i’s | -a                | -aiva               | -arà            | -a           | -ess         |
| nus              | -ain              | -aivan              | -aran           | -an          | -essan       |
| vus              | -ais              | -aivat              | -arat           | -at          | -essat       |
| els, ellas, i    | -an               | -aivan              | -aran           | -an          | -essan       |

Le groupe des verbes en -ir ont des terminaisons différentes sauf au subjonctif 1. 
|                  | Présent indicatif | Imparfait indicatif | Futur indicatif | Subjonctif 1 | Subjonctif 2 |
| eu               |                   | -iva                | -irà            | -a           | -iss         |
| tü               | -ast              | -ivast              | -irast          | -ast         | -issast      |
| el, ella, i, i’s | -a                | -iva                | -irà            | -a           | -iss         |
| nus              | -in               | -ivan               | -iran           | -an          | -issan       |
| vus              | -is               | -ivat               | -irat           | -at          | -issat       |
| els, ellas, i    | -an               | -ivan               | -iran           | -an          | -issan       |

La terminaison de la 2e personne du pluriel, entre Tschlin et Susch au présent de l'indicatif est différente de celle du reste de la vallée en amont ou dans le Val Müstair :
- de Tschlin à Susch : 
  - vo pajaivat (pajar=payer) ;
  - vo taschaivat (taschair=taire) ;
  - vo scrivaivat (scriver=écrire) ;
  - vo partivat (partir =partir)
- de Susch à Zernz jusqu'au Val Müstair comme dans le tableau ci-dessus :
  - vus pajais ;
  - vus taschais ;
  - vus scrivais ;

vus partis. 

###### L’augmentatif
Il ne concerne que les premier et  quatrième groupes (-ar, -ir) et il est indiqué dans les dictionnaires à la troisième personne du singulier, accessoirement la première du singulier au présent de l’indicatif et du subjonctif. Il faut ajouter un infixe : « esch » ou « isch » entre le radical et  la terminaison.  
- El orna (il décore) ⇒ el ornescha.
- El guara (il vend) ⇒ el guarischa.

|                  | Présent indicatif 1er groupe | Subjonctif 1 1er groupe | Présent indicatif 4e groupe | Subjonctif 1 4egroupe |
| eu               | ornesch                      | ornescha                | guarisch                    | guarischa             |
| tü               | orneschast                   | orneschast              | guarischast                 | guarischast           |
| el, ella, i, i’s | ornescha                     | ornescha                | guarischa                   | guarischa             |
| nus              | orneschain/ornain            | orneschan               | guarischin                  | guarischan            |
| vus              | orneschais/ornais            | orneschat               | guarischis                  | guarischat            |
| els, ellas, i    | orneschan                    | orneschan               | guarischan                  | guarischan            |